# Dekanat Miłomłyn
Dekanat Miłomłyn – jeden z 21 dekanatów w rzymskokatolickiej diecezji elbląskiej.

## Parafie
W skład dekanatu wchodzi 6 parafii:
- Parafia Podwyższenia Krzyża Świętego – Boreczno
- Parafia św. Apostołów Piotra i Pawła – Dobrzyki
- Parafia MB Częstochowskiej – Liwa
- Parafia św. Bartłomieja – Miłomłyn
- Parafia św. Stanisława – Samborowo
- Parafia św. Jana Chrzciciela – Szymonowo

## Sąsiednie dekanaty
Dzierzgoń, Grunwald (archidiec. warmińska), Iława – Wschód, Iława – Zachód, Morąg, Ostróda – Wschód (archidiec. warmińska), Ostróda – Zachód (archidiec. warmińska), Susz